# 胃バイパス手術
胃バイパス手術（いばいぱすしゅじゅつ, 英: gastric bypass surgery）とは、胃を上部の小さな袋と下部の大きな袋に分け、さらに小腸のルートを変更（バイパス）して消化吸収を阻害する手術である。病的肥満が手術適応となる。本項では、他の減量手術についても併せて扱う。

## 術式
腹腔鏡下、内視鏡で行う場合は、それぞれの術式名の前に「腹腔鏡下」「内視鏡」をつける。一度に食べられる食事の量を減らす手術（●）と、栄養の吸収を制限する手術（★）に分類できる。

### 胃バイパス手術
ルーワイ（Roux en-Y）と呼ばれる本法が、アメリカ肥満外科学会などでゴールドスタンダードとなっており、現在アメリカで最も多く行われている手術。胃の小袋が存在することで満腹感を与え、食事摂取量を制限する（●）とともに、小腸の長さを変えることで栄養の吸収を制限する（★）。
- 胃を上と下に分ける。小腸を切断する。
- 胃上部の小袋（20～30cc）に小腸をつなげる。ここに繋がる小腸の長さでエネルギーの取り込み量を調節する。
- 胃の小袋に繋がった小腸の途中に、胃下部とつながっている小腸を吻合し、胆汁と膵液が吸収部位に流れ込むようにする。

残っている胃下部（空置胃）の検査ができないため、突然がん等の疾患が発症する懸念もある。日本人は胃がんの頻度が高いため、アメリカほど好まれていない術式。

### スリーブ胃切除術 （袖状胃切除術）
胃の外側（大彎側）の大半を外科的に切り取り、残った部分を細長い筒のように形成することで胃の体積を減らす（●）。食物の消化経路は変わらない。現在日本で最も多く施行されている術式。胃を切り取ってしまうため元には戻せない。
腹腔鏡下スリーブ状胃切除術は、2010年に先進医療として、2014年4月より保険診療として承認されている。

### スリーブバイパス術
前項（スリーブ胃切除術）と同様に胃を切除し（●）、さらにバイパスにより吸収も制限する（★）。糖尿病の改善を期待する術式として、日本では胃バイパス術に代わり主役となりつつある。

### 胃バンディング術（胃緊縛法）
胃の上部にバンドをまいて締め付け、胃を二つの部分に分ける。上方の小さな胃の部分が満たされると満腹感をおぼえるため、食事の摂取量を制限できる（●）。食物の消化吸収経路は変わらない。腹腔内にバンドの締め付け方を調整できる器具を埋め込み、状況に応じて緊縛度合いを変える方法が一般的。バンドを手術で取り外せば、手術前と同じような状態に戻せる。

### 胃内バルーン挿入術 （留置術）
挿入用のカテーテルの先に接続した折り畳まれたバルーンを、内視鏡下で膨らませて留置することにより、食事の摂取量を減らす手助けとするもの（●）。内科的治療と外科的治療の中間に位置する。バルーンは最大6ヶ月間留置可能で、再度内視鏡下で取り除く。同一患者に二度目の挿入はされない（バルーンを入れるのは一度のみ）。バルーンが未承認器具であるため、保険適応されない（全額私費）。

## 手術適応となる病的肥満の定義
欧米での手術適応は
- 肥満度の指標であるBMI（＝体重(kg)÷身長(m)÷身長(m)）が 35（kg/㎡）以上で、肥満に起因する合併疾患を持つ者
- BMIが40以上

のいずれかとされているが、アジア人は内臓脂肪蓄積型肥満が多く、欧米人よりも低いBMIでも糖尿病などの合併疾患が起きやすいため、各病院で定義は異なる。ただし保険診療による「腹腔鏡下スリーブ状胃切除」はBMIが35以上であることが条件となる。
- 以下の3つの条件に当てはまる者がバルーン手術の適応（東京大学医学部附属病院）

1. 治療が必要なほど十分に「高度」の肥満状態（BMIが35以上）である。
2. 肥満に伴う健康障害（糖尿病、高血圧、高コレステロール、肝機能障害、睡眠時無呼吸、腰痛、膝関節痛など）がある。
3. 東大病院で1～2週間、内科に入院して食事療法を実践し、3kg以上減量できること。さらに退院後、半年間は内科的治療を外来通院で続け、その間、痩せた体重を維持できること。

- BMIが30以上で、肥満に起因する合併疾患が有り、内科的治療の効果が無い者（四谷メディカルキューブ)
- 日本肥満症治療学会 ガイドライン準拠（東邦大学医療センター佐倉病院）
年齢が18歳から65歳までの原発性（一次性）肥満であり、内科的治療を受けるも十分な効果が得られず、次のいずれかの条件を満たす者。

1. 減量が主目的の手術（Bariatric Surgery）適応は、BMIが35以上であること。
2. 併存疾患（糖尿病、高血圧、脂質異常症、肝機能障害、睡眠時無呼吸症候群など）治療が主目的の手術（Metabolic Surgery）適応は、BMIが32以上であること。

- 内科的治療に無効の高度の肥満（BMIが35以上）で、特に肥満に伴う健康障害(糖尿病、高血圧、高脂血症など)の治療として行う（大分大学）
適応年齢は20～60歳くらいまで（動脈硬化の進行を考慮）
BMIが30以上35未満でコントロール不良の糖尿病などがある場合は、臨床研究としてスリーブ状胃切除術の適応。
- 6ヶ月以上の内科的治療を行ったにもかかわらず次のいずれかの条件を満たす者（大阪大学）

1. BMIが35以上で，肥満に関係する病気を合併している
2. BMIが40以上

- 一般的に手術を受けたほうが良いと考えられるのは、次のいずれかの状態の者（九州大学）

1. 食事と運動で体重を減らすための努力は成功していない。
2. BMIが35以上の極度の肥満である。
3. 2型糖尿病、高血圧や重度の睡眠時無呼吸症候群などの体重に関連した健康問題を持っている。

## 参考資料
- 日本における高度肥満症に対する安全で卓越した外科治療のためのガイドライン（2013年版） (PDF)
- 日本における高度肥満症に対する安全で卓越した外科治療のためのステートメント 2010 (PDF)